# Vůz WLABmz826 ČD
Vozy WLABmz826, číslované v intervalu 61 54 72-91, při testech značené WLABmee826, jsou řadou osobních lůžkových vozů z vozového parku Českých drah určené pro vlaky kategorie EuroNight. Všech dvanáct vozů (001–012) bylo vyrobeno v letech 2006–2007 vagónkou Siemens Maribor ve Slovinsku. Vozy jsou shodné s řadou WLABmz173 Deutsche Bahn.

## Technické informace
Jsou to klimatizované lůžkové vozy typu UIC-Z o délce 26 400 mm. Jejich nejvyšší povolená rychlost je 200 km/h, ale vzhledem k tomu že jejich skříň není tlakotěsná mohou v České republice dosahovat rychlosti jen do 160 km/h. Vozy mají podvozek SGP 400. Brzdová soustava je tvořena kotoučovou brzdou Knorr se třemi kotouči na každé nápravě. Pro nouzové brzdění z vysokých rychlostí je na vozech nainstalována elektromagnetická kolejnicová brzda.
Vozy mají jeden pár předsuvných nástupních dveří ovládaných tlačítky. Na straně kde je chodbička mají vozy pouze šest oken, z nichž polovina je výklopných v horní pětině, zbylá jsou pevná, neotvíratelná. V každém oddíle je jedno okno výklopné v horní pětině.
Tyto vozy mají celkem dvanáct oddílů první a druhé třídy dohromady o 36 lůžkách. Oddíly č. 6, 8 a 10 jsou kategorie deLuxe, mají vlastní WC a sprchu. Do výbavy vozu patří kromě klimatizace i vakuové WC, sprchový kout a zásuvky 230 V.
Zásobování vozů elektrickou energií je použit centrální zdroj energie. Vozy jsou osvětlené pomocí zářivek. Vozy mají teplovzdušné topení.

### Nátěr
Nátěr je tmavě modrý po celé ploše se žlutými motivy znázorňující Velký vůz. Mimo to ještě každý vůz propaguje některou z památek UNESCO v České republice, konkrétně:
- 001 – Historické centrum Prahy,
- 002 – Vila Tugendhat v Brně,
- 003 – Vesnická památková rezervace v Holašovicích,
- 004 – Lednicko-valtický areál,
- 005 – Arcibiskupský zámek Kroměříž,
- 006 – Historické centrum Českého Krumlova,
- 007 – Historické centrum Kutné Hory s kostelem sv. Barbory a s chrámem Nanebevzetí Panny Marie v Sedlci,
- 008 – Zámek v Litomyšli,
- 009 – Sloup Nejsvětější Trojice v Olomouci,
- 010 – Poutní kostel svatého Jana Nepomuckého ve Žďáru nad Sázavou,
- 011 – Třebíč (Třebíčská židovská čtvrť a Bazilika svatého Prokopa),
- 012 – Historické centrum Telče.

Nověji je nátěr prováděn v modro-bílém korporátním stylu Českých drah od studia Najbrt.

## Provoz
Vozy se nejčastěji vyskytují na nočních vlacích EuroNight mezi středoevropskými metropolemi. Často se střídají s vizuálně podobnými vozy WLABmee823. Kromě těchto destinací jezdily i na spojích do Hannoveru, Kodaně, Amsterdamu a Curychu. Dnes jsou nasazovány převážně na spoje EN Slovakia Praha - Humenné, Varšavský přípoj Slovakia/Chopin a spoj do Curychu přes České Budějovice a Linz. 